# Huisstofmijt
De huisstofmijt (Dermatophagoides pteronyssinus) is een ongeveer 0,3 mm grote mijt. De huisstofmijt is een spinachtige en heeft acht poten. In Europa is er ook de soort Euroglyphus maynei. De levensduur van een huisstofmijt is 2 à 3 maanden. Een huisstofmijt heeft 3 à 4 weken nodig om van een eitje op te groeien tot een volwassen huisstofmijt.

## Leefomstandigheden van de huisstofmijt
De huisstofmijt komt overal ter wereld voor waar de relatieve luchtvochtigheid hoog genoeg is. Ideale omstandigheden voor de huisstofmijt zijn temperaturen tussen de 20–30 °Celsius en een relatieve luchtvochtigheid van 60–80%. Huisstofmijten kunnen niet drinken maar onttrekken direct vocht aan de lucht om te leven. Huisstofmijten kunnen niet tegen direct zonlicht en leven daarom bij voorkeur in het donker. Een belangrijke voedingsbron voor de huisstofmijt zijn huidschilfers van mensen en dieren.
Matrassen, hoofdkussens en stoffen van meubilair zijn daarmee een ideale leefomgeving voor de huisstofmijt, waar de mens ongewild zowel voor voedsel als vocht zorgt. Huisstofmijten komen ook voor op beschimmelde muren en in tapijt.  Er is een significant verband tussen hogere concentraties huisstofmijtallergeen en de afwezigheid van vloerisolatie.  Bij woningen zonder vloerisolatie, waar andere delen van de gebouwschil (zoals muren en/of ramen) wél zijn geïsoleerd, zijn de concentraties van huisstofmijtallergeen hoger dan in volledig niet-geïsoleerde woningen. Het toepassen van vloerisolatie leidt daarentegen tot een significante reductie van de concentraties huisstofmijtallergeen.
De uitwerpselen en vervellingshuidjes van de huisstofmijt kunnen gezondheidsklachten veroorzaken bij de mens, zoals allergische reacties (waaronder astma en eczeem). Naar schatting heeft 5 tot 10% van de mensen een huisstofmijtallergie.

## Soorten
Er zijn verschillende andere soorten huisstofmijten, zoals Euroglyphus maynei, Blomia tropicalis, Lepidoglyphus destructor (hooimijt) en soorten Dermatophagoides (bijvoorbeeld Dermatophagoides farinae), die astma door allergenen kunnen veroorzaken.

## Waarnemen van huisstofmijten
Huisstofmijten zien eruit als kleine traag bewegende witte puntjes. Men kan ze gemakkelijk opmerken op donkere oppervlakken bij goed licht. Op een witte ondergrond kan men ze met strijklicht zien.

## Preventie
Dagelijks zo veel mogelijk licht in de slaapkamer en badkamer binnen laten, dagelijks goed ventileren met schone buitenlucht, dagelijks vloeren stofzuigen en wekelijks stof afnemen en vloer en stoffen meubilair stofzuigen. Iedere week een schoon kussensloop en dekens, beddengoed en tapijten heel goed stofzuigen, bij voorkeur met een stofzuiger met een HEPA-filter, of buiten uitkloppen. Iedere week schoon bedlinnen. Iedere maand matras uitkloppen. 
In het Zeepreventorium te De Haan sliepen de astmapatiënten op matrassen gemaakt van een gladde kunststof. Het doel van deze in kunststof gemaakte matrassen (de Alvamas) was het vermijden van de aanwezigheid van huisstofmijten. Ook was er in de slaapzalen centrale verwarming, hetgeen het risico op de aanwezigheid van hoge luchtvochtigheid verminderde.